# Giennadij Morozow
Giennadij Władimirowicz Morozow (ur. 30 grudnia 1962 w Moskwie) – piłkarz rosyjski grający na pozycji obrońcy.

## Kariera klubowa
Morozow pochodzi z Moskwy, a karierę piłkarską rozpoczął w Spartaku Moskwa. W sezonie 1980 zadebiutował w pierwszej lidze radzieckiej. Początkowo był rezerwowym w Spartaku, ale już od sezonu 1982 był podstawowym obrońcą w zespole. W 1981 roku wywalczył ze Spartakiem wicemistrzostwo Związku Radzieckiego, a w latach 1983-1985 powtórzył te sukcesy.
W 1987 roku Morozow przeszedł ze Spartaka do innego moskiewskiego klubu, Dynama. Piłkarzem Dynama był przez dwa lata, ale nie osiągnął z tym klubem znaczących sukcesów.
W 1989 roku Morozow wrócił do Spartaka, w którym grał jeszcze przez dwa kolejne lata. W sezonie 1989 wywalczył ze Spartakiem swój pierwszy i jedyny w karierze tytuł mistrzowski. W 1990 roku zakończył piłkarską karierę.
| Sezon | Klub           | Kraj | Rozgrywki | Mecze | Bramki |
| ----- | -------------- | ---- | --------- | ----- | ------ |
| 1980  | Spartak Moskwa | ZSRR | I liga    | 9     | 1      |
| 1981  | Spartak Moskwa | ZSRR | I liga    | 14    | 0      |
| 1982  | Spartak Moskwa | ZSRR | I liga    | 27    | 0      |
| 1983  | Spartak Moskwa | ZSRR | I liga    | 30    | 0      |
| 1984  | Spartak Moskwa | ZSRR | I liga    | 31    | 0      |
| 1985  | Spartak Moskwa | ZSRR | I liga    | 31    | 1      |
| 1986  | Spartak Moskwa | ZSRR | I liga    | 13    | 0      |
| 1987  | Dinamo Moskwa  | ZSRR | I liga    | 15    | 1      |
| 1988  | Dinamo Moskwa  | ZSRR | I liga    | 25    | 0      |
| 1989  | Spartak Moskwa | ZSRR | I liga    | 25    | 1      |
| 1990  | Spartak Moskwa | ZSRR | I liga    | 16    | 0      |

## Kariera reprezentacyjna
W reprezentacji Związku Radzieckiego Morozow zadebiutował 7 sierpnia 1985 roku w wygranym 2:0 towarzyskim meczu z Rumunią. W 1986 roku został powołany przez selekcjonera Walerego Łobanowskiego do kadry na Mistrzostwa Świata w Meksyku. Tam rozegrał jedno spotkanie, wygrane 2:0 z Kanadą, które było zarazem jego ostatnim w reprezentacji. W kadrze ZSRR wystąpił łącznie 10 razy.

## Kariera trenerska
Po zakończeniu kariery piłkarskiej Morozow został trenerem. Prowadził takie zespoły jak Spartak Czelabińsk, przemianowany potem na Spartak Niżny Nowogród, łotewski FK Rīga oraz Dinamo Barnauł.